# Herman Brutsaert
Herman Brutsaert is een Belgische socioloog en sinds 2007 op emeritaat. Hij is hoogleraar en voormalig voorzitter van de Vakgroep Sociologie aan de Universiteit Gent (in opvolging van Marthe Versichelen-Terryn en in die functie opgevolgd door John Vincke).
Brutsaert heeft onderzoek gedaan naar co-educatie in het onderwijs en kwam hierbij tot enkele opmerkelijke vaststellingen.
Een aantal sociologen is ervan overtuigd dat gemengde klassen, waarbij jongens en meisjes samen op de schoolbanken zitten, bevorderlijk zijn voor de gelijkheid. Brutsaert ontdekte echter dat de gemengde school lang niet zoveel gelijkheid heeft opgeleverd als werd gehoopt. Co-educatie zou niet meteen leiden tot sekseroldoorbreking en een betere sociale integratie.
In het lager onderwijs blijken vooral jongens te lijden onder de aanwezigheid van vrouwen. En dan gaat het niet zozeer over de vrouwelijke medeleerlingen, maar vooral over de oververtegenwoordiging van vrouwelijke leerkrachten in gemengde basisscholen. Blijkt dat jongens zich niet helemaal in hun schik voelen in zo'n vrouwelijke omgeving waardoor ze slechter presteren. Meisjes in lager onderwijs hebben hier klaarblijkelijk minder last van.
In het secundair onderwijs geldt echter net het tegenovergestelde: meisjes in een gemengde school voelen zich minder gestimuleerd om te scoren op academisch vlak. Door de aanwezigheid van jongens vervallen de meisjes in hun klassieke gedragsrol waardoor ze meer tijd spenderen aan hun uiterlijk dan aan hun schoolboeken.
Ondanks deze vaststellingen acht Brutsaert het niet meteen nodig om terug te keren naar uniseks onderwijs. Volgens hem komt het er gewoon op aan rekening te houden met de verschillen in leerstijlen tussen jongens- en meisjesstudenten.

## Publicaties
- Co-educatie: studiekansen en kwaliteit van het schoolleven. Leuven: Garant, 2001. ISBN 90-441-1104-3

- International Standard Name Identifier: 0000 0000 4248 1659
- Library of Congress Control Number: n94001248
- Nederlandse Thesaurus van Auteursnamen: 072559853
- Virtual International Authority File: 4154539
- WorldCat: E39PBJmHPdQB48cXgBrvgR9JjC